# Giovanni Maria Bellu
Giovanni Maria Bellu (Cagliari, 3 luglio 1957) è un giornalista, scrittore e editore italiano.
È stato direttore del settimanale Left e del quotidiano regionale on line Sardinia Post, è stato condirettore de l'Unità e direttore ed editore del quotidiano cagliaritano Sardegna 24.

## Biografia
Giovanni Maria Bellu è nato e cresciuto a Cagliari, da genitori originari della Barbagia e della Gallura. Dopo aver lavorato per anni a Tuttoquotidiano e a La Nuova Sardegna, nel 1988 viene assunto dal quotidiano la Repubblica. Per il quotidiano fondato da Eugenio Scalfari è capo servizio del settore politica interna e, dal 1995, inviato speciale. In questa veste ha seguito importanti vicende nazionali e internazionali:
da Gladio a Ustica, passando per la morte di Ilaria Alpi.
Nel 2001 ha individuato nei fondali marini al largo di Portopalo di Capo Passero il relitto del naufragio della F174, avvenuto nel dicembre del 1996 con circa 300 migranti a bordo. Dal suo libro pubblicato tre anni dopo nel 2017 va in onda su Rai 1 una miniserie di Giuseppe Fiorello dal titolo I fantasmi di Portopalo in cui il giornalista viene interpretato da Giuseppe Battiston.
Dall'agosto 2008 ha seguito Concita De Gregorio al quotidiano l'Unità, di cui è stato condirettore.
Il 24 settembre 2010 ha vinto a Roma la I edizione del premio di giornalismo L'isola che c'è, riconoscimento assegnato a dieci giornalisti sardi, della carta stampata o della RAI - Radiotelevisione italiana, che lavorano a Roma.
Dal 1º luglio 2011 diventa il direttore del nuovo quotidiano cagliaritano Sardegna 24. Dal 16-22 novembre dello stesso anno, di fronte alle difficoltà finanziarie, ne diventa editore di maggioranza, e il 29 gennaio 2012 il quotidiano fallisce dopo solo sei mesi d'attività, con circa 25 collaboratori senza stipendio e strascichi giudiziari. Bellu ha accusato i precedenti editori di "debiti nascosti" e ha dichiarato che "tornato in Sardegna dopo ventidue anni, non ho alcuna intenzione di andarmene".
Il primo ottobre del 2012 fonda il quotidiano on line Sardinia Post che all'inizio del 2014 supera i 50 000 fan su Facebook e il milione di pagine viste al mese. Nel 2013 è eletto presidente nazionale dell'Associazione Carta di Roma che ha il compito di vigilare sulla corretta applicazione del codice deontologico per gli organi di informazione in materia di migranti, rifugiati e richiedenti asilo.
Nel marzo del 2014 ha assunto la direzione del settimanale Left. Si occupa di tematiche sociali per il sito Tiscali News.
Nel 2018, a causa di divergenze politiche sulla linea editoriale, si dimette dal quotidiano online Sardinia Post. Il giornale riteneva di dover mantenere una linea neutrale nei confronti di Matteo Salvini e il giornalista si rifiuta di mantenere questa posizione neutrale, soprattutto se si parla di xenofobia o altre discriminazioni; per questo decide di lasciare il giornale. 
Nel 2021 pubblica presso l'editore Bompiani I bambini della luna, reportage sulla vita di Angelo Di Carlo, noto come Sgargy, cinquantatré anni, militante ambientalista per tutta la vita, che si diede fuoco davanti alla Camera dei deputati l'11 agosto 2012.

## Opere

### Saggistica
- Sardegna, storie di terrorismo, con R. Paracchini, Cuec, 1983
- I giorni di Gladio, con Giuseppe D'Avanzo, Sperling & Kupfer, 1991
- Il crollo, con S. Bonsanti, Laterza, 1993.

### Narrativa
- I fantasmi di Portopalo. Natale 1996: la morte di 300 clandestini e il silenzio dell'Italia, Arnoldo Mondadori Editore, Strade blu, 2004;
- L'uomo che volle essere Perón, Bompiani, 2008
- I bambini della luna, editore Bompiani, 2021

## Testi teatrali
- La nave fantasma, con Bebo Storti e Renato Sarti, Milano, 2004. Teatro della cooperativa.

## Premi e riconoscimenti
- 2002 - Premio Saint Vincent
- 2005 - Premio Vittorini per la Narrativa
- 2010 - Premio L'isola che c'è
- 2010 - MAMUTHONE e ISSOHADORE ad HONOREM 2010 - Onorificenza istituita dall'Amm.ne Comunale di Mamoiada,[7] con la motivazione: «Giornalista e scrittore fin dagli esordi in Sardegna e nel proseguo della sua prestigiosa carriera in esperienze nazionali ed internazionali, si è sempre distinto per il proprio rigore professionale, il coraggio, la tenacia, la coerenza».[8]